# Маріо Ді Мартіно
Маріо Ді Мартіно — італійський астроном і популяризатор науки.
Закінчив Туринський університет. Працює в Туринській астрофізичній обсерваторії. Основною сферою його досліджень є дослідження малих тіл Сонячної системи (астероїдів і комет). Він спеціалізується на вивченні явищ зіткнення космічних тіл із Землею та пошуку ударних кратерів, а також дослідженні місць падінь небесних об'єктів (наприклад, місця падіння Тунгуського метеориту).
Як популяризатор спочатку співпрацював із щомісячним журналом «Л'астрономіа», а пізніше з газетою «Ла стампа», щомісячними науковими виданнями «Ле стелле» та інтернет-виданням журналу «Фокус».
Центр малих планет приписує йому відкриття в 2002—2003 роках двох астероїдів у співпраці з Фабріціо Бернарді.
На його честь назвали астероїд 3247 Ді Мартіно.

## Книги та публікації
Ді Мартіно є співавтором наступних текстів:
- Dai ghiacci della Terra ai ghiacci dell'universo - Quaderni dei Mercoledì Scienza - Erga edizioni - ISBN 978-88-8163-522-1
- Il rischio asteroidi - Seconda edizione - Regione Piemonte ed.
- Asteroids, Comets, Meteors 1993 - International Astronomical Union, Kluwer academic Publishers - ISBN 0-7923-2880-9
- Planetary and space science - European Geophysical society, Pergamon - ISSN 0032-0633
- Gli asteroidi ed il rischio da impatto - Masso delle Fate - ISBN 978-88-87305-82-1
- Destinazione Luna - Dal primo sbarco dell'uomo alle future colonie, Collana Anno internazionale dell'Astronomia - Gruppo B Editore, Milano -ISBN 978-88-95650-22-7
- Nani del Sistema Solare - Tra pianetini e comete, Collana Anno internazionale dell'Astronomia - Gruppo B Editore, Milano -ISBN 978-88-95650-21-0